# Ford Konno
Ford Konno (Honolulu, Estados Unidos, 1 de enero de 1933) es un nadador estadounidense retirado especializado en pruebas de estilo libre media y larga distancia, donde consiguió ser campeón olímpico en 1952 en los 1500 metros.

## Carrera deportiva
En los Juegos Olímpicos de Helsinki 1952 ganó la medalla de oro en los 1500 metros libre, con un tiempo de 18:30.3 segundos, también el oro en los relevos de 4x200 metros estilo libre, por delante de Japón y Francia, y la plata en los 400 metros estilo libre, tras el francés Jean Boiteux.
Cuatro años después, en las Olimpiadas de Melbourne 1956 ganó la plata en los relevos de 4x200 metros estilo libre, tras el equipo australiano.